# 78 Дијана
78 Дијана (лат. 78 Diana) је астероид главног астероидног појаса. Приближан пречник астероида је 120,60 km,
а средња удаљеност астероида од Сунца износи 2,621 астрономских јединица (АЈ).
Инклинација (нагиб) орбите у односу на раван еклиптике је 8,704 степени, а орбитални период износи 1550,372 дана (4,244 године). Ексцентрицитет орбите астероида износи 0,206.
Апсолутна магнитуда астероида износи 8,09 а геометријски албедо 0,070.
Астероид је откривен 15. марта 1863. године.